# Leont (ambaixador)
Leont (en llatí Leo o Leon, en grec antic Λέων, -οντος) fou un dels tres ambaixadors enviats per Esparta per dissuadir als atenencs de la seva aliança amb Argos el 420 aC.
Algun l'identifiquen amb el pare d'Antàlcides i amb l'espartà èfor epònim (ἐπώνυμος) del 14è any de la guerra del Peloponès (418 aC), segons Xenofont. També s'identifica amb un Lleó que va ser enviat amb Antístenes el 412 aC com a ἐπιβάτης (de significat desconegut), i a la mort de Pedàrit va rebre el nomenament per succeir-lo en el comandament, com explica Tucídides.